# Ferrovia Moretta-Cavallermaggiore
La ferrovia Moretta-Cavallermaggiore era una linea ferroviaria regionale per passeggeri, che fu in esercizio dal 1886 al 1959.

## Storia
Con legge del 29 luglio 1879 fu inserita fra le ferrovie complementari da realizzarsi in Piemonte la linea Airasca-Moretta-Cavallermaggiore, classificata inizialmente come "ferrovia economica" e riclassificata, durante la fase di progettazione, quale linea di seconda categoria in considerazione del fatto che la stessa sarebbe stata "probabilmente esercitata col materiale mobile in uso presso l'Amministrazione dell'Alta Italia".
La costruzione venne divisa nelle due tratte Airasca-Moretta e Moretta-Cavallermaggiore, quest'ultima cantierata nel gennaio 1884; i lavori procedettero a rilento anche a causa di alcuni contrasti fra i Comuni interessati e vennero conclusi nel maggio 1886. L'intera linea fu aperta al traffico il 17 maggio 1886.
In conseguenza delle diverse riforme che si susseguirono nel tempo la gestione della linea venne assunta dalla Società per le Strade Ferrate del Mediterraneo, con servizi eserciti dalla Rete Mediterranea, per poi passare, nel 1905, alle neocostituite Ferrovie dello Stato.
Rimasta pressoché indenne dalle vicende legate ai due conflitti mondiali, ma interessata da un traffico scarso conseguente alla natura rurale dell'area attraversata ed in conseguenza dell'orientamento allora non favorevole allo sviluppo dei trasporti su rotaia, la ferrovia fu chiusa al traffico il 14 settembre 1959, imponendo fra l'altro l'attestamento a Bra dei treni trainati dalle locomotive 640 non essendo Cavallermaggiore dotata di piattaforma per la loro giratura.
La linea venne infine definitivamente soppressa nel 1961.

## Caratteristiche
| Unknown route-map component "exCONTg" |

| Unknown route-map component "exBHF" |

| Unknown route-map component "exCONTgq" | Unknown route-map component "exABZgr" |  |

| Unknown route-map component "uexCONTgq" | Unknown route-map component "exmKRZ" | Unknown route-map component "uexCONTfq" |

| Unknown route-map component "exWBRÜCKE1" |

| Unknown route-map component "exBHF" |

| Unknown route-map component "exHST" |

| Unknown route-map component "exBHF" |

| Unknown route-map component "exWBRÜCKE1" |

|  | Unknown route-map component "xABZg+l" | Unknown route-map component "CONTfq" |

| Station on track |

| Unknown route-map component "CONTgq" | Unknown route-map component "ABZgr" |  |

|  | One way leftward | Unknown route-map component "CONTfq" |

La linea, a scartamento ordinario e non elettrificata, risultava prevalentemente pianeggiante con pendenza media dell'1,9 per mille.

### Percorso

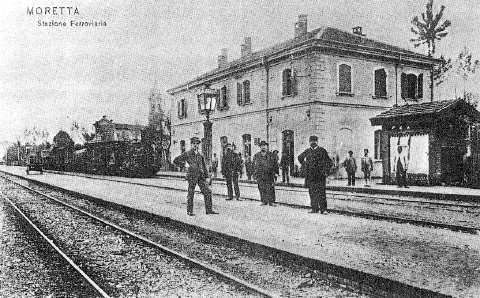
La stazione di Moretta

La ferrovia si diramava a nord della stazione di Cavallermaggiore, dirigendosi in direzione nord-nord-ovest con un tracciato pressoché rettilineo, attraversando il torrente Maira con un ponte a tre luci, lambendo un paesaggio rurale caratterizzato da campi coltivati a granoturco, erba medica e filari di pioppi.

Sul suo percorso, si incontrano la stazione di Cavallerleone e la fermata di Murello, poste a un paio di chilometri dai rispettivi centri abitati e la stazione di Villanova Solaro (i cui fabbricati viaggiatori sono ora abitazioni private). Attraversato il torrente Varaita su un ponte a tre luci, una delle due opere più importanti di tutta la breve linea, insieme a quello precedente, si innestava a sud della stazione di Moretta con la ferrovia Airasca-Saluzzo, presso la quale è raccordato lo stabilimento ex Metalmeccanica Milanesio, specializzato nella riparazione di veicoli ferroviari.

A più di sessant'anni dalla chiusura il sedime è stato pressoché completamente smantellato per fare posto a campi coltivati e costruzioni di vario genere: le ultime vestigia rimaste sono i fabbricati viaggiatori (trasformate in abitazioni private), case cantoniere (molte delle quali allo stato di rudere), svariati ponticelli per lo scavalcamento di fossi di irrigazione. Il tratto iniziale, nel centro abitato di Moretta, è stato utilizzato per la costruzione di una strada di circonvallazione.
Il servizio era svolto dalle locomotive a vapore 875/880.